# Provinz Pantaleón Dalence
Pantaleón Dalence ist eine Provinz im östlichen Teil des Departamento Oruro im südamerikanischen Anden-Staat Bolivien.

## Lage
Die Provinz Atahuallpa ist eine von sechzehn Provinzen im Departamento Oruro. Sie liegt zwischen 18° 05' und 18° 35' südlicher Breite und zwischen 66° 10' und 66° 45' westlicher Länge.
Sie grenzt im Nordwesten an die Provinz Cercado, im Südwesten an die Provinz Poopó, im Osten an das Departamento Potosí, und im Nordosten an das Departamento Cochabamba.
Die Provinz erstreckt sich über 65 Kilometer in Ost-West-Richtung und über 55 Kilometer in Nord-Süd-Richtung.

## Bevölkerung
Die Einwohnerzahl der Provinz Pantaleón Dalence ist in den vergangenen drei Jahrzehnten nur geringfügig angestiegen:
| Jahr | Einwohner | Quelle       |
| ---- | --------- | ------------ |
| 1992 | 24 892    | Volkszählung |
| 2001 | 23 608    | Volkszählung |
| 2012 | 29 497    | Volkszählung |
| 2024 | 26 124    | Volkszählung |

45 Prozent der Bevölkerung sind jünger als 15 Jahre. 93,2 Prozent der Bevölkerung sprechen Spanisch, 69,8 Prozent Quechua und 21,2 Prozent Aymara. (2001)
27,7 Prozent der Bevölkerung haben keinen Zugang zu Elektrizität, 87,4 Prozent leben ohne sanitäre Einrichtung (1992).
21,7 Prozent der Erwerbstätigen arbeiten in der Landwirtschaft, 38,2 Prozent im Bergbau, 5,9 Prozent in der Industrie, 34,2 Prozent im Dienstleistungsbereich (2001).
82,3 Prozent der Einwohner sind katholisch, 14,3 Prozent sind evangelisch (1992).

## Gliederung
Die Provinz untergliederte sich bei der letzten Volkszählung von 2024 in die folgenden zwei Verwaltungsbezirke  (bolivianisch „Municipios“):
- 04-0701 Municipio Huanuni – 20.028 Einwohner
- 04-0702 Municipio Machacamarca – 6.096 Einwohner

## Ortschaften in der Provinz Pantaleón Dalence
- Municipio Huanuni
  - Huanuni 20.336 Einw. – Japo 451 Einw. – Viluyo 354 Einw. – Morococala 353 Einw. – Tarucamarca 243 Einw. – Cataricahua 175 Einw. – Villacollo 130 Einw. – Condor Iquiña 117 Einw. – Hurachaquilla 69 Einw. – Huallatiri 67 Einw.

- Municipio Machacamarca
  - Machacamarca 2749 Einw. – Sora 493 Einw. – Realenga 356 Einw. – Sora Sora 99 Einw.